# Phong trào Ennahda
Phong trào Ennahda (tiếng Ả Rập: حركة النهضة Ḥarkat en-Nahḍa; tiếng Pháp: Mouvement Ennahda), còn gọi là Đảng Phục hưng (tiếng Ả Rập Tunisia: حزب النهضة Ḥizb en-Nahḍa) hay đảng Ennahda, là một đảng phái chính trị Hồi giáo ôn hòa tại Tunisia. Tháng 10 năm 2011, đảng này giành đa số ghế trong cuộc tổng tuyển cử tại Tunisia sau cuộc cách mạng.
Vào ngày 1 tháng 3 năm 2011, sau khi chính phủ Zine El Abidine Ben Ali sụp đổ sau cuộc cách mạng Tunisia, chính phủ lâm thời Tunisia cho phép nhóm này thành lập một đảng chính trị. Kể từ sau đó, đảng này đã trở thành tổ chức lớn nhất và được tổ chức tốt nhất tại Tunisia, cho đến nay bỏ xa các đối thủ thế tục cạnh tranh của nó để tạo ra một số phân cực giữa các tầng lớp chính trị của đất nước. Ngày 24 tháng 10, năm 2011, đảng tuyên bố chiến thắng trong cuộc bầu cử đầu tiên kể từ khi các cuộc biểu tình bắt đầu trong nước.

## Thời gian đầu
Ban đầu được gọi là Hành động Hồi giáo, đảng đổi tên thành Phong trào Xu hướng Hồi giáo, và sau đó vào năm 1989 Hizb al-Nahda. Đảng đã được mô tả như là một trong các đảng / các phong trào Hồi giáo quốc gia "lớn lên cùng với cuộc cách mạng Iran ". Nhóm này ủng hộ việc tiếp quản năm 1979 của Đại sứ quán Mỹ ở Tehran. "Đó là không phải một đại sứ quán, nhưng một trung tâm gián điệp," ảnh hưởng của họ vào năm 1984 đã được như vậy theo một nhà báo Anh [ai?] Sống ở Tunisia, Xu hướng Hồi giáo là "đe dọa lực lượng đối lập duy nhất ở Tunis. một từ từ đoan sẽ đóng cửa trong khuôn viên hoặc bắt đầu một cuộc biểu tình " Nhóm này, hoặc các thành viên của nó, cũng chịu trách nhiệm về vụ đánh bom một số khách sạn du lịch vào những năm 1980.